# Bezinghem
Bezinghem is een gemeente in het Franse departement Pas-de-Calais (regio Hauts-de-France). De gemeente telt 294 inwoners (1999) en maakt deel uit van het arrondissement Montreuil.

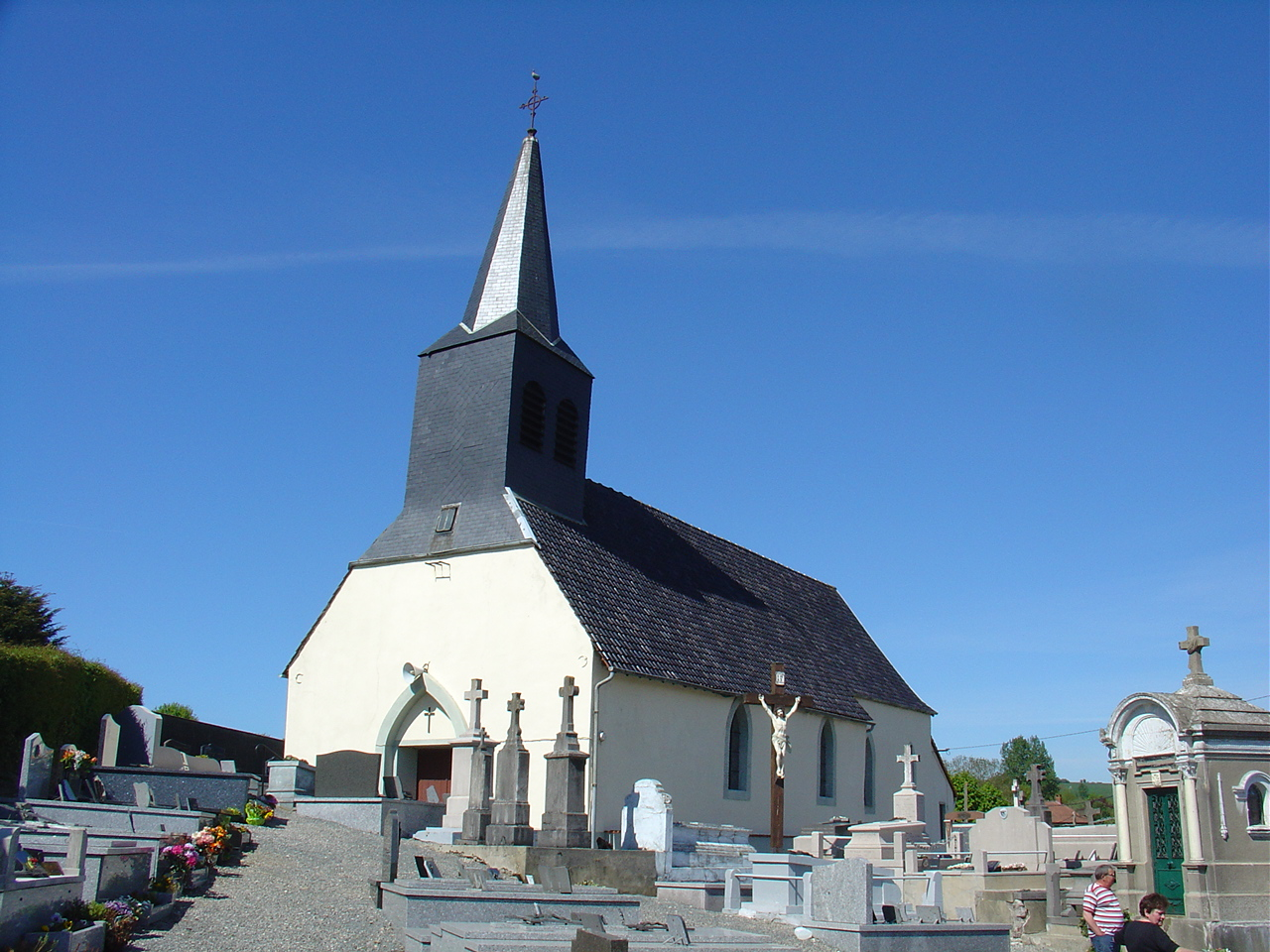
Église Saint-Martin

## Geschiedenis
Oude vermeldingen dateren uit de 12de eeuw als Bissingehem en Busingehem. De kerk van Bezinghem had die van Enquin-sur-Baillons als hulpkerk.

## Geografie
De oppervlakte van Bezinghem bedraagt 12,9 km², de bevolkingsdichtheid is 22,8 inwoners per km².
De onderstaande kaart toont de ligging van Bezinghem met de belangrijkste infrastructuur en aangrenzende gemeenten.

## Bezienswaardigheden
- De Église Saint-Martin. Twee standbeelden, van de Heilige Maagd en van Sint-Jan werden in 1976 als monument historique geklasseerd. Ze werden gestolen, maar in 2003 teruggevonden.
- Op het kerkhof van Bezinghem bevinden zich twee Britse oorlogsgraven uit de Tweede Wereldoorlog.

## Demografie
Onderstaande figuur toont het verloop van het inwonertal (bron: INSEE-tellingen).